# Karimis Fettschwanzbeutelratte
Karimis Fettschwanzbeutelratte (Thylamys karimii) kommt im mittleren Brasilien vom westlichen Pernambuco bis Mato Grosso vor.

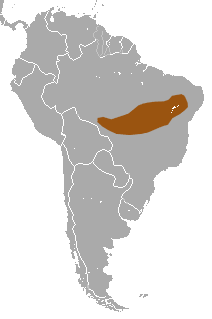
Das Verbreitungsgebiet von Karimis Fettschwanzbeutelratte

## Beschreibung
Die Tiere erreichen eine Kopfrumpflänge von 7,9 bis 12,9 cm, haben einen 6,9 bis 10,6 cm langen Schwanz und erreichen ein Gewicht von 16 bis 43 g. Der Schwanz hat in der Regel eine Länge von 85 % der Kopfrumpflänge und in seiner Funktion als Fettspeicher einen Durchmesser von 3,5 bis 5,5 mm erreichen. Die Schädel von Männchen und Weibchen unterscheiden sich in Größe und Form. Das Rückenfell ist bräunlich, die Körperseiten sind etwas heller. Die 6 bis 7 mm langen Haare des Rücken haben eine graue Basis, gefolgt von einer bräunlichen Zone, dann ein cremefarbener Bereich und dunkle Spitzen. In den Haaren an den Körperseiten fehlt die bräunliche Zone. Die Kopfoberseite hat die gleiche Farbe wie der Rücken, die Augen sind von sehr schmalen dunkelbraunen Ringen umgeben. Das Bauchfell ist cremefarben bis weißlich, das Bauchhaar ist 3 bis 4 mm lang. Vorder- und Hinterpfoten sind weißlich. Die Ohren sind unbehaart und bräunlich. Die Weibchen haben keinen Beutel. Die Anzahl der Zitzen liegt bei neun, vier an jeder Seite und eine Mittige. Der Karyotyp von Karimis Fettschwanzbeutelratte besteht aus einem Chromosomensatz von 2n=14 Chromosomen (FN=24).

## Lebensraum und Lebensweise
Karimis Fettschwanzbeutelratte kommt in der semiariden Caatinga und in den Savannen der Cerrado, in Trockenwäldern und im Buschland vor. Die Art ist wahrscheinlich nachtaktiv. Das über einen Zeitraum von fünf Monaten in menschlicher Obhut gehaltene Typusexemplar war in der Nacht aktiv und tagsüber träge. Dabei sank die Körpertemperatur auf die Umgebungstemperatur (20 bis 25 °C) ab. Es hielt sich immer auf dem Boden auf und kletterte nicht, obwohl die Möglichkeit dazu bestand. Das natürliche Ernährungsspektrum ist unbekannt. In Gefangenschaft fraß das Typusexemplar Insekten, Mehlwürmer, Hackfleisch, kleine Vögel, Bananen, sowie süße Früchte und Kekse. Weibchen mit Jungtieren wurden in der Regenzeit von Januar bis April gefangen, Jungtiere während der Regenzeit, mehr aber in der Trockenzeit.

## Systematik
Karimis Fettschwanzbeutelratte wurde im Jahr 1968 durch den französischen Zoologen Francis Petter unter der Bezeichnung Marmosa karimii erstmals wissenschaftlich beschrieben und zu Ehren von Y. Karimi benannt, einem iranischen Epidemiologen, der in Zusammenarbeit mit Petter die Rolle von Nagetieren als Zoonosen der Beulenpest erforscht hat. Die Terra typica ist die Region d'Exu im brasilianischen Bundesstaat Pernambuco. Später wurde die Art in die Gattung der Fettschwanzbeutelratten (Thylamys) gestellt.

## Status
Die IUCN schätzt den Gefährdungsstatus von Karimis Fettschwanzbeutelratte als gefährdet (Vulnerable) ein. Ihr Lebensraum leidet stark unter der Entwaldung und der Errichtung großer agroindustrieller Monokulturen (Sojabohnenanbau).

## Belege
1. 1 2 3 4 5  Diego Astúa: Family Didelphidae (Opossums). in Don E. Wilson, Russell A. Mittermeier: Handbook of the Mammals of the World – Volume 5. Monotremes and Marsupials. Lynx Editions, 2015, ISBN 978-84-96553-99-6. Seite 175.
2. ↑  Beolens, Bo; Watkins, Michael; Grayson, Michael (2009). The Eponym Dictionary of Mammals. Baltimore: The Johns Hopkins University Press. pp. 219–20. ISBN 978-0-8018-9304-9. Seite 219.
3. ↑  Thylamys karimii in der Roten Liste gefährdeter Arten der IUCN 2016. Eingestellt von: Carmignotto, A.P., Costa, L.P. & Astua de Moraes, D., 2016. Abgerufen am 15. März 2020.